# 肉醤
肉醤（ししびしお、にくしょう）は獣肉や魚などを塩漬けにした醤の一種、塩辛や塩干の肉などと類する。干し肉を刻み糀と塩を混ぜて作ったものともされる。
『和名類聚抄』では醢の項に肉醤、あるいは魚醤も含めて醢と呼ぶと書かれている。